# 회진로
회진로(Hoejin-ro)는 경상남도 고성군 회화면 와 창원시 마산합포구 진전면 암아사거리를 잇는 경상남도의 도로이다.

## 주요 경유지
경상남도
- 고성군 (회화면) - 창원시 마산합포구 (진전면)

## 노선
| 이름          | 접속 노선    | 소재지 | 소재지     | 소재지 | 비고                 |
| ------------- | ------------ | ------ | ---------- | ------ | -------------------- |
| (이름없음)    | 남해안대로   | 고성군 | 회화면     | 회화면 |                      |
| (이름없음)    | 관인로       | 고성군 | 회화면     | 회화면 |                      |
| 배둔2교       |              | 고성군 | 회화면     | 회화면 |                      |
| (동진교 서단) | 조선특구로   | 창원시 | 마산합포구 | 진전면 | 국도 제77호선과 중복 |
| 이창교        |              | 창원시 | 마산합포구 | 진전면 | 국도 제77호선과 중복 |
| 임아 교차로   | 삼진의거대로 | 창원시 | 마산합포구 | 진전면 | 국도 제77호선과 중복 |

## 주요 건물 및 시설
- CU 마산진전팡포점 (회진로 1451/창포리 74-3)